# الضرائب في الولايات المتحدة
الولايات المتحدة الأمريكية هي جمهورية فيدرالية مع الولايات والحكومات المحلية المستقلة. وتُفرض الضرائب في الولايات المتحدة على كل هذه المستويات. وتشمل الضرائب على الدخل، والمرتبات، والملكية، والمبيعات، والإيرادات، والعقارات والهدايا، وكذلك الرسوم المختلفة. بلغت الضرائب التي جمعتها الحكومة الفيدرالية، والولايات والبلديات - عام 2010 - 24.8% من الناتج المحلي الإجمالي. كما أن الولايات المتحدة لديها أيضا واحدة من الأنظمة الضريبية الأكثر تصاعدية في العالم الصناعي.